# STS-108
STS-108 est la dix-septième mission de la navette spatiale Endeavour et la douzième mission d'une navette américaine vers la Station spatiale internationale (ISS).

## Équipage
- Dominic L. Gorie (3), Commandant  États-Unis
- Mark E. Kelly (1), Pilote  États-Unis
- Daniel M. Tani (1), Spécialiste de mission  États-Unis
- Linda M. Godwin (4), Spécialiste de mission  États-Unis

### Membre d'équipage pour l'ISS
- Yuri I. Onufrienko (2), Commandant de l'ISS  Russie du RSA
- Carl E. Walz (4), Ingénieur de vol  États-Unis
- Daniel W. Bursch (4), Ingénieur de vol  États-Unis

### Membre d'équipage de retour de l'ISS
- Frank L. Culbertson, Jr. (3), Commandant de l'ISS  États-Unis
- Mikhail Turin (1), Ingénieur de vol  Russie du RSA
- Vladimir Dejourov (2), Commandant de Soyouz  Russie du RSA

Le chiffre entre parenthèses indique le nombre de vols spatiaux effectués par l'astronaute, STS-108 inclus.

## Paramètres de la mission
- Masse :
  - Navette au lancement : ? kg
  - Navette à vide : ? kg
  - Chargement : 4 082 kg
- Périgée : 353 km
- Apogée : 377 km
- Inclinaison : 51,6°
- Période : 92,0 min

### Amarrage à la station ISS
- Début : 7 décembre 2001, 20 h 03 min 29 s UTC
- Fin : 15 décembre 2001, 17 h 28 min 00 s UTC
- Temps d'amarrage : 7 jours, 21 heures, 24 minutes, 31 secondes

### Sorties dans l'espace

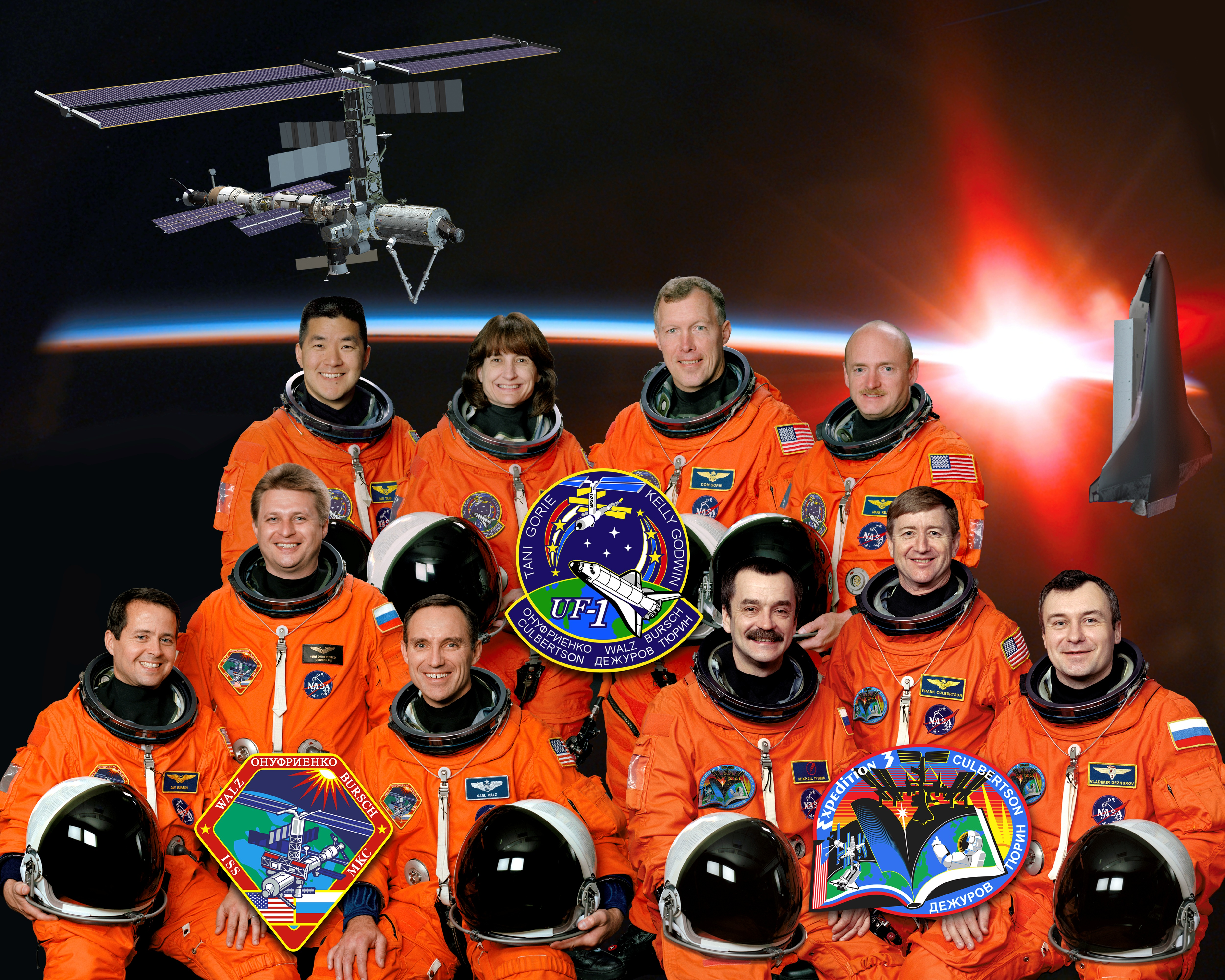
Equipage de la mission STS-108 avec les équipages des missions Expédition 3 et 4

- Godwin et Tani  - EVA 1
- Début de EVA 1 : 10 décembre 2001 - 17h52 UTC
- Fin de EVA 1 : 10 décembre 2001 - 22h04 UTC
- Durée : 4 heures, 12 minutes

## Objectifs
Mission logistique vers l'ISS.